# Aponuphis chistikovi
Aponuphis chistikovi är en ringmaskart som beskrevs av Detinova 1986. Aponuphis chistikovi ingår i släktet Aponuphis och familjen Onuphidae. Inga underarter finns listade i Catalogue of Life.